# ツワナ語

南アフリカにおけるツワナ語の分布：ツワナ語を家庭内言語とする話者の人口比率

ツワナ語（ツワナご、Setswana）は、ニジェール・コンゴ語族に属し、南部アフリカのツワナ族の間で使われる言語。話者はボツワナ共和国の他、南アフリカ共和国、ジンバブエ、ナミビアにもいて、およそ500万人である。ほとんどのアフリカ諸語と同様もともと文字を持たず、現代において表記するときはラテン文字で書かれる。このときの特徴としてはドイツ語のようにchを[h]と読む、thを硬音の[t]と読むなどが挙げられる。また名詞クラスが多彩なのは南アフリカ諸語に共通する特徴だが、ツワナ語でも9種に分けられている。
言語名SetswanaのSeは言語を表す（スワヒリ語のKiと同様）。
ニジェール・コンゴ語族バントゥー語群に属し、ソト・ツワナ語群のZone Sであり、北部ソト語、南部ソト語、クガラガディ語、ロジ語と近縁関係にある。
ツワナ語はボツワナの公用語であり、リングア・フランカである。ツワナ語話者の数的優位性は南アフリカ北部で見られ、都市部での崩れたツワナ語はプレトリア・ツワナ語として知られる。ハウテン州、北ケープ州、北西州ではツワナ語話者が州内人口で最多を占める。1994年までは、アパルトヘイト政策に基づくバントゥースタンの一つであるボプタツワナであった。北西州のツワナ語はツワナ文化の見られる民族、例えばBakgatla, Barolong, Bakwena, Batlhaping, Bahurutshe, Bafokengなどでは民族ごとの方言差がある。ただし、文章語にはこの方言差は現れない。ツワナ語話者の大半は南アフリカとボツワナに居住しているが、ジンバブエとナミビアにも少数の話者が居住している。その人口は10000人ほどと推定される。

## 歴史
最初にツワナ語を描写したヨーロッパ人は、ドイツ人旅行家のマルティン・ハインリヒ・リヒテンシュタインである。彼は1806年にツワナ族のうちBatlhaping族と生活を共にしたが、その著作が出版されたのは1930年であった。彼は、ツワナ語をコサ語の方言と誤解しており、彼の使用したBeetjuana語の名称は北部ソト語・南部ソト語を包括したものである。
ツワナ語に関する主要な著作の中で最初のものは、イギリス人宣教師のロバート・モファットによるものである。彼もまたBatlhaping族と生活を共にし、『Bechuana Spelling Book』『A Bechuana Catechism』の両著にまとめて1826年に出版した。その後数年間、彼は聖書のツワナ語訳に取り組み、1857年に完成した。
ツワナ語の最初の文法書は、1833年に出版された、宣教師ジェームズ・アルフベルの著作である。しかしながら、彼はコサ語の文法を参考にしていた。ツワナ語とコサ語を別個の言語として取り扱った文法書の中で最初のものは、フランス人宣教師ユージーン・キャサリスによるもので、1841年に出版された。この著書は、しかしながら、いまだツワナ語とソト語を別個のものとして扱っていなかった。彼は後に考えを改め、1882年以降の出版に関しては、ツワナ語とソト語が別言語である旨付記するようにした。
南アフリカの言語学者ソロモン・プラーチェは、ツワナ語に関して、ツワナ語を用いて広汎にわたって記述した最初の人物である。

## 音韻

### 母音
ツワナ語の母音は、下表のとおりである。
|          | 前舌    | 後舌    |
| 狭       | ⟨i⟩ /i/ | ⟨u⟩ /u/ |
| 広めの狭 | ⟨e⟩ /ɪ/ | ⟨o⟩ /ʊ/ |
| 半広     | ⟨ê⟩ /ɛ/ | ⟨ô⟩ /ɔ/ |
| 広       | ⟨a⟩ /a/ | ⟨a⟩ /a/ |

一部の方言には、上記に加えて、半狭母音/e/と/o/が存在する。

### 子音
ツワナ語の子音は、下表の通りである。
|          |          | 唇音            | 歯茎音          | 歯茎音      | 後部歯茎音         | 硬口蓋音 | 軟口蓋音  | 口蓋垂音   | 声門音  |
| 中線音   | 側面音   | 唇音            |                 |             | 後部歯茎音         | 硬口蓋音 | 軟口蓋音  | 口蓋垂音   | 声門音  |
| -------- | -------- | --------------- | --------------- | ----------- | ------------------ | -------- | --------- | ---------- | ------- |
| 鼻音     | 鼻音     | ⟨m⟩ /m/         | ⟨n⟩ /n/         |             |                    | ⟨ny⟩ /ɲ/ | ⟨ng⟩ /ŋ/  |            |         |
| 破裂音   | 無気音   | ⟨p⟩ ⟨b⟩ /p/ /b/ | ⟨t⟩ ⟨d⟩ /t/ /d/ |             |                    |          | ⟨k⟩ /k/   |            |         |
| 破裂音   | 有気音   | ⟨ph⟩ /pʰ/       | ⟨th⟩ /tʰ/       |             |                    |          | ⟨kh⟩ /kʰ/ | ⟨kg⟩ /kχʰ/ |         |
| 破擦音   | 無気音   |                 | ⟨ts⟩ /ts/       | ⟨tl⟩ /tɬ/   | ⟨tš⟩ ⟨j⟩ /tʃ/ /dʒ/ |          |           |            |         |
| 破擦音   | 有気音   |                 | ⟨tsh⟩ /tsʰ/     | ⟨tlh⟩ /tɬʰ/ | ⟨tšh⟩ /tʃʰ/        |          |           |            |         |
| 摩擦音   | 摩擦音   | ⟨f⟩ /f/         | ⟨s⟩ /s/         |             | ⟨š⟩ /ʃ/            |          |           | ⟨g⟩ /χ/    | ⟨h⟩ /h/ |
| ふるえ音 | ふるえ音 |                 | ⟨r⟩ /r/         |             |                    |          |           |            |         |
| 接近音   | 接近音   | ⟨w⟩ /w/         |                 | ⟨l⟩ /l/     |                    | ⟨y⟩ /j/  |           |            |         |

/d/は母音/i/または/u/の直前で/l/の異音として現れる。z /z/は借用語にしか現れない。
ツワナ語には他に3つの吸着音（歯吸着音 /ǀ/、歯茎側面吸着音 /ǁ/、硬口蓋歯茎吸着音 /ǃ/）があるが、感動詞並びに擬態語にしか現れず、若い世代には用いられない傾向があるため、消失に向かっている。
子音には、話者によって僅かな方言差がある。多くの話者は/χ/を/x/または/h/として発音し、/f/は/h/ としてされることが多い。北部方言では、/tɬ/と/tɬʰ/はそれぞれ/t/ と/tʰ/として現れる。

### 強勢
強勢は常に最後から2番目の音節にある。一部の複合語は、語の最初に第二アクセントをもつ。強勢のある音節は長く発音される。例えばmodadiは[mʊ̀ˈsáːdì]と発音する。

### 声調
ツワナ語は高と低の2つの声調をもつ。語の識別には、高の位置よりも低の位置のほうが主要な役割を果たす。声調は正書法には記されないため、しばしば曖昧さを生じる。
go bua /χʊ búa/ 話すこと
go bua /χʊ bua/ 動物の皮を剥ぐこと
o bua Setswana /ʊ́búa setswána/ 彼はツワナ語を話す。
o bua Setswana /ʊbúa setswána/ あなたはツワナ語を話す。
高の声調は、語末にある場合を除いて、直後の母音2つを高にする。
simolola /símʊlʊla/ > /símʊ́lʊ́la/ "to begin"
simologêla /símʊlʊχɛla/ > /símʊ́lʊ́χɛla/ "to begin for/at"

## 文法

### 名詞
ツワナ語は、異なる接頭語をもつ9つの性と1つのサブの性に分類される。それぞれの性は、下表のような意味上の特徴をもつ。
| 性  | 単数          | 複数                  | 特徴                                               |
| --- | ------------- | --------------------- | -------------------------------------------------- |
| 1.  | mo-           | ba-                   | 人物                                               |
| 1a. | –             | bô-                   | 名前、親族関係、動物                               |
| 2.  | mo-           | me- ma-               | その他 (身体名称、道具 楽器、動物、植物、樹木など) |
| 3.  | le-           | ma-                   | その他 (身体名称、道具 楽器、動物、植物、樹木など) |
| 4.  | se-           | di-                   | その他 (身体名称、道具 楽器、動物、植物、樹木など) |
| 5.  | n- m- ny- ng- | din- dim- diny- ding- | 動物 (その他にも分類される)                        |
| 6.  | lo-           | din- dim- diny- ding- | その他 (集合名詞を含む)                            |
| 7.  | bo-           | ma-                   | 抽象名詞                                           |
| 8.  | go-           | go-                   | 動詞の不定形                                       |
| 9.  | fa- go- mo-   | fa- go- mo-           | 副詞                                               |

いくつかの名詞は、複数の性を現す。特に、1性の多くは1a、3、4、5性としても現れる。

## 基本表現
- Dumela, rra/mma - こんにちは（男/女）
- O tsogile jang? - お元気ですか。/調子はどうですか。
- Ke tsogile sentle, rra/mma. Wena o tsogile jang? - 元気です。貴方は？
- Le kae? - 元気？
- Re teng, rra/mma - 元気だよ。
- Ke a leboga, rra/mma - ありがとう。
- Ke bidiwa _______ - 私は_______と呼ばれています。
- Ke tshwerwe ke tlala - おなか空いた～。
- A re tsamaye - 行こう！
- Ke nyorilwe/Ke tshwerwe ke lenyora - のどが渇いた。
- Kokelwana e ko kae? - 病院はどこですか？
- Ke nako mang? - 何時ですか？
- Ke kopa thuso. - 手伝って欲しいです。
- A nka go thusa? - お手伝いしましょうか？
- A o ya ko ____? - _____はどうだった？
- ____ ke eng ka Setswana? - _____はツワナ語で何て言うのですか？
- Ga ke batle ____ - ____は要りません。
- Robala sentle - おやすみなさい。
- Tsamaya sentle - 行ってらっしゃい。
- Sala sentle - お元気で（別れの挨拶）